# برايان كونلي
برايان كونلي (بالإنجليزية: Brian Connelly)‏ هو لاعب هوكي الجليد أمريكي، ولد في 10 يونيو 1986 في بلومنغتون في الولايات المتحدة.

## وصلات خارجية
- برايان كونلي على موقع دوري الهوكي الوطني (الإنجليزية)
- برايان كونلي على موقع EliteProspects.com (الإنجليزية)
- برايان كونلي على موقع HockeyDB.com (الإنجليزية)